# Dům čp. 5 (Mikulášovice)
Dům čp. 5, známý také jako hotel Ron, v Mikulášovicích pochází z konce 18. století. Podstávkový dům s hrázděným patrem, mansardovou střechou a mladším zděným přístavkem patří k nejstarší zástavbě města. Roku 1966 byl zapsán jako kulturní památka.

## Historie
Hotel Ron čp. 5 byl postaven ve druhé polovině 18. století za vlády římskoněmeckého císaře Josefa II. Stojí naproti Císařskému domu č.p. 2 a zároveň vedle kostela svatého Mikuláše. Před budovou hotelu je umístěna socha svatého Jana Nepomuckého, naproti pak Panny Marie (u čp. 8). Poslední květnový den roku 1768 začalo v předchůdci dochovaného domu hořet, v té době se uvnitř nacházela pekárna Adolfa Dittricha, která kvůli požáru shořela. Hotel Ron patří k nejstarší původně dochované budově v Mikulášovicích. Byl postaven za účelem poskytovaní pohostinských služeb s hospodářským zázemím. Pro tyto účely byl také v roce 1993 opět zrekonstruován. Architektonický projekt rekonstrukce zpracoval akademický architekt Antonín Studený.
Dům čp. 5 je v soukromém vlastnictví a slouží jako hotel Ron. Dne 4. dubna 1966 byl zapsán jako nemovitá kulturní památka.

## Popis
Roubený patrový dům s mansardovou střechou, podstávkou v přízemí, hrázděným patrem a patrovým zděným přístavkem stojí na obdélném půdorysu. Dům je postaven na vysokém kamenném soklu vyrovnávajícím svažitost terénu. V době rekonstrukce byly zanechány původní materiály (dřevěné trámové stropy v restauraci, salónek a hotelové pokoje, klenbové stropy v pivnici). Do sklepa ústí několik set metrů dlouhá štola sloužící jako kopaná studna.